# 埃尔温·勒泽纳

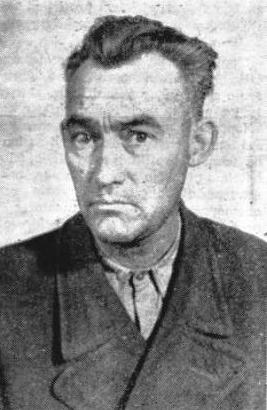
埃尔温·勒泽纳

埃尔温·弗里德里希·卡尔·勒泽纳（德語：Erwin Friedrich Karl Rösener；1902年2月2日—1946年9月4日）是一位纳粹德国党卫队指挥官。第二次世界大战期间，他曾率部在斯洛文尼亚大规模处决平民。1946年8月30日，勒泽纳因战争罪受审并被判处死刑。他的名字在他死后还被写入纽伦堡审判战争罪起诉书。